# Pim van Moorsel
Wilhelmus Maria (Pim) van Moorsel (Voorburg, 20 november 1932) is een Nederlands beeldhouwer en industrieel vormgever.

## Leven en werk
Pim van Moorsel is een zoon van architect Kees van Moorsel. Hij werd opgeleid aan de Haagse Academie van Beeldende Kunsten en kreeg les van onder anderen Albert Termote, Henri van Haaren, Dirk Bus en Paul Citroen. Leermeester Termote en vader Van Moorsel hadden samengewerkt aan een Heilig Hartbeeld (1938) en een Willibrordusmonument (1947). Later zou Pim van Moorsel de kruiswegstaties van Termote in de kloosterkapel in Den Haag restaureren. Hij maakte onder meer dieren en religieuze voorstellingen in een half-abstracte stijl.
In 1961 trouwde Van Moorsel met de kunstenares Marijke Asperslagh, dochter van glazenier Henk Asperslagh. Hij werd docent beeldende vorming aan de Katholieke Sociale Academie Den Haag en de Haagse Hogeschool. Van Moorsel sloot zich aan bij de Algemene Katholieke Kunstenaarsvereniging en de in 1963 opgerichte Caroluskring. Hij exposeerde meerdere malen, onder anderen samen met zijn vrouw.

## Enkele werken
- 1960: Domini canes ('honden van de Heer'), versiering van de daklijst van de Steigerkerk in Rotterdam. Mogelijk met Termote.
- 1968: Tommy Ladnier Blues. Gemaakt voor een lagere school in Rozenburg, werd in 2018 geplaatst aan het Kleinpolderplein, Rotterdam.
- 1968 Spankracht, Voorburg.
- 1969 Groei, Voorburg.
- 1971 Sport en spel, Nootdorp.
- 1971 Schepping, Leidschendam.
- 1984: Opvliegende vogel, patio gemeentehuis, Beuningen.

## Fotogalerij

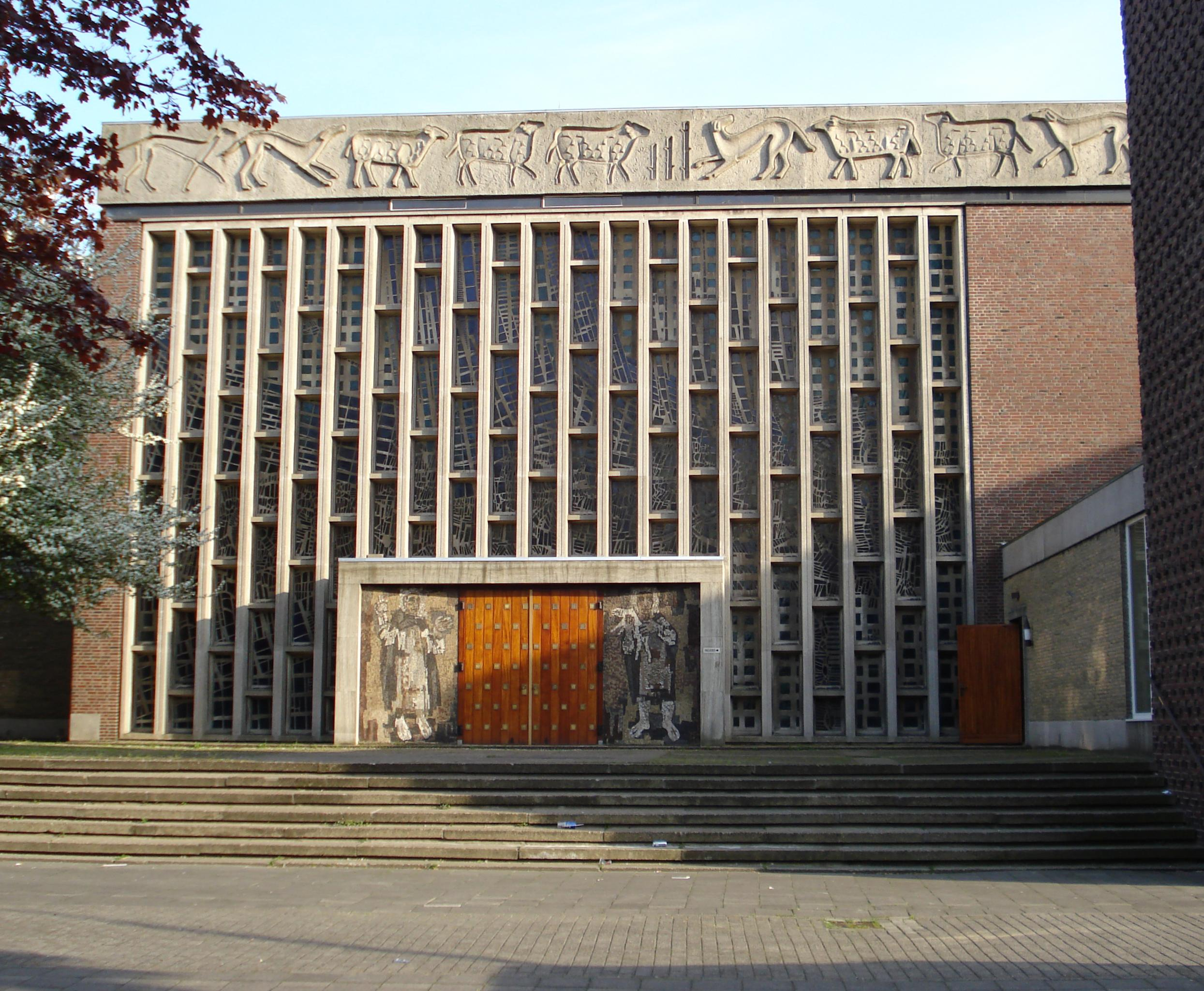
Domini canes
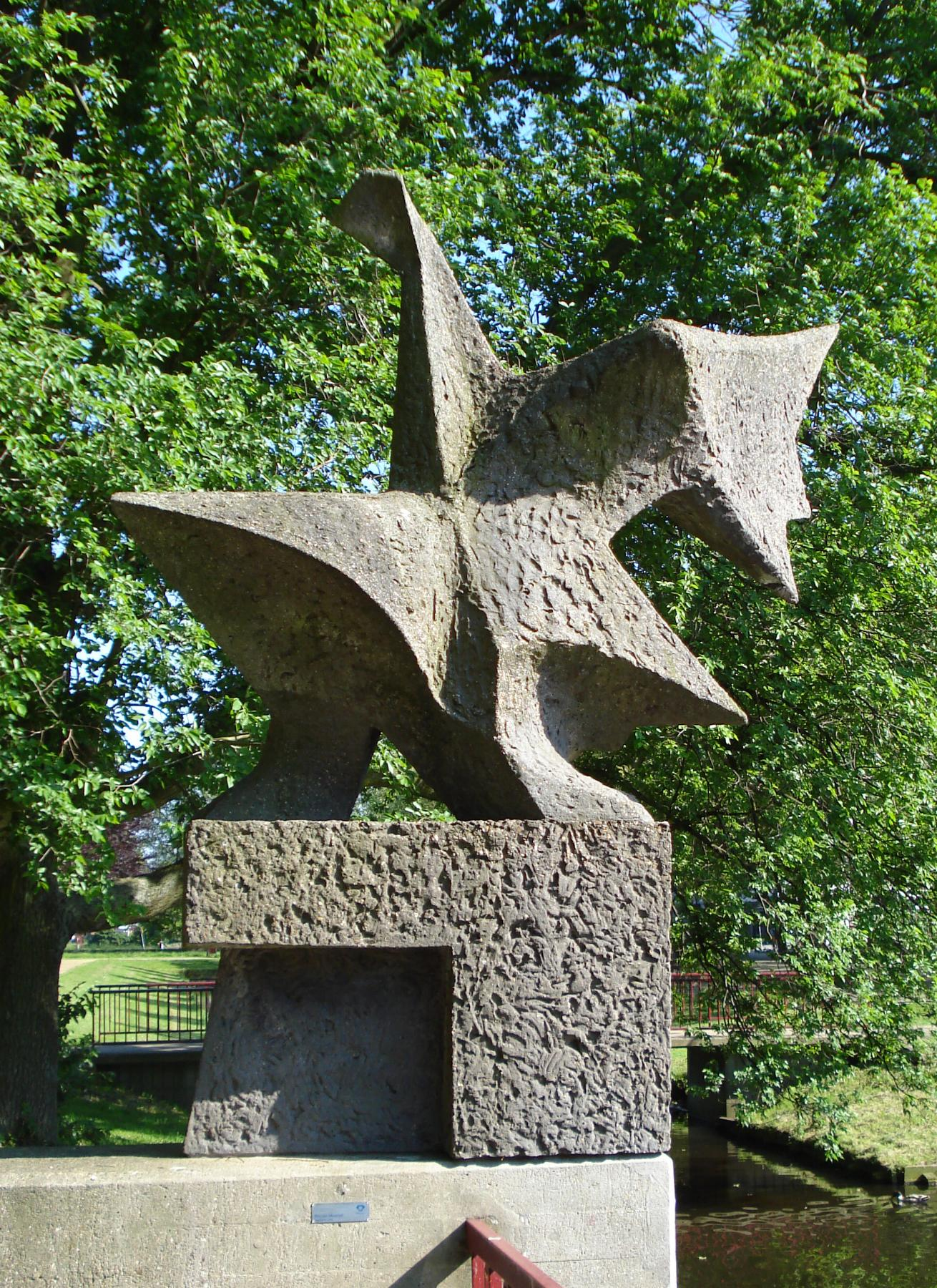
Spankracht
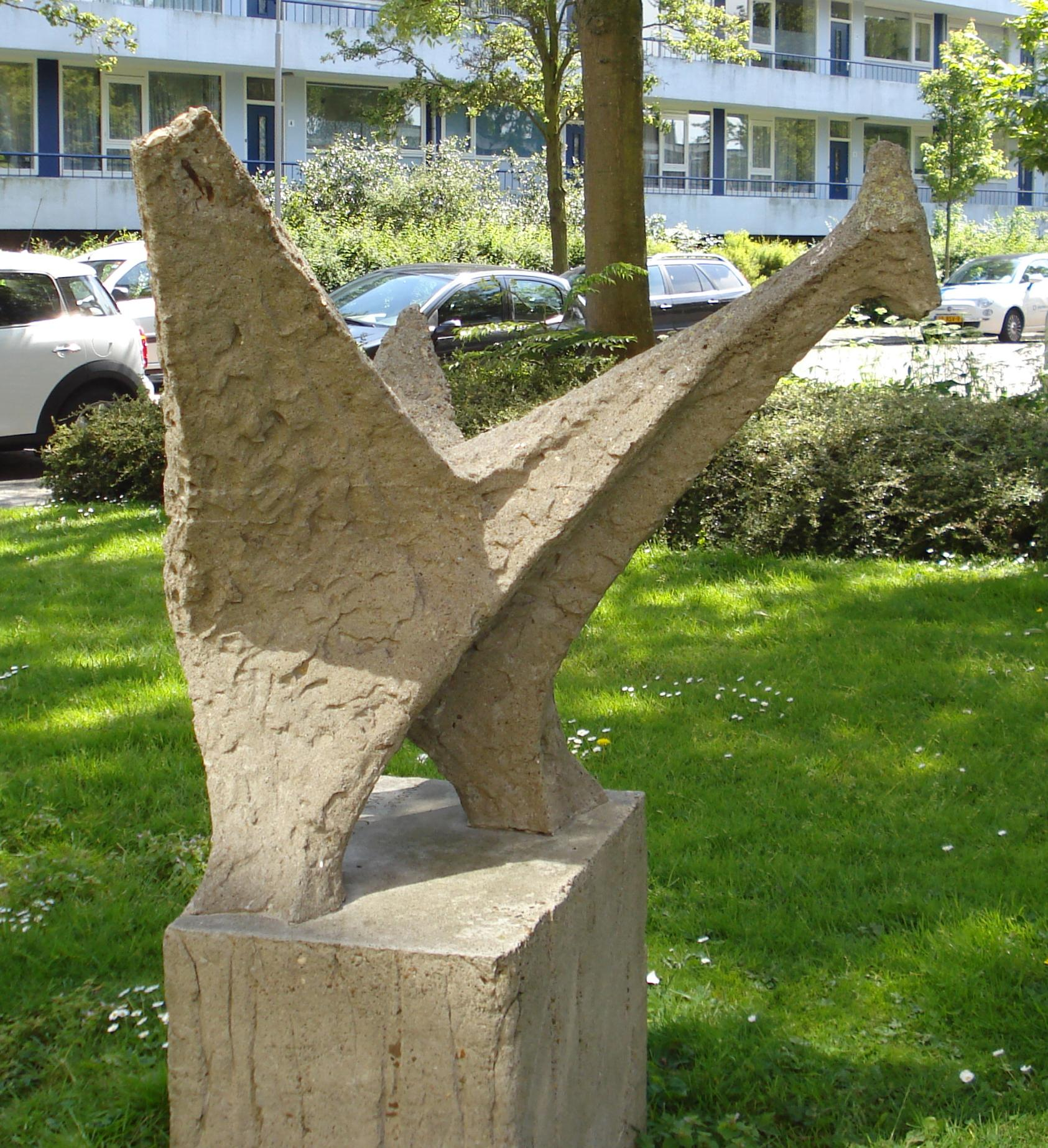
Groei
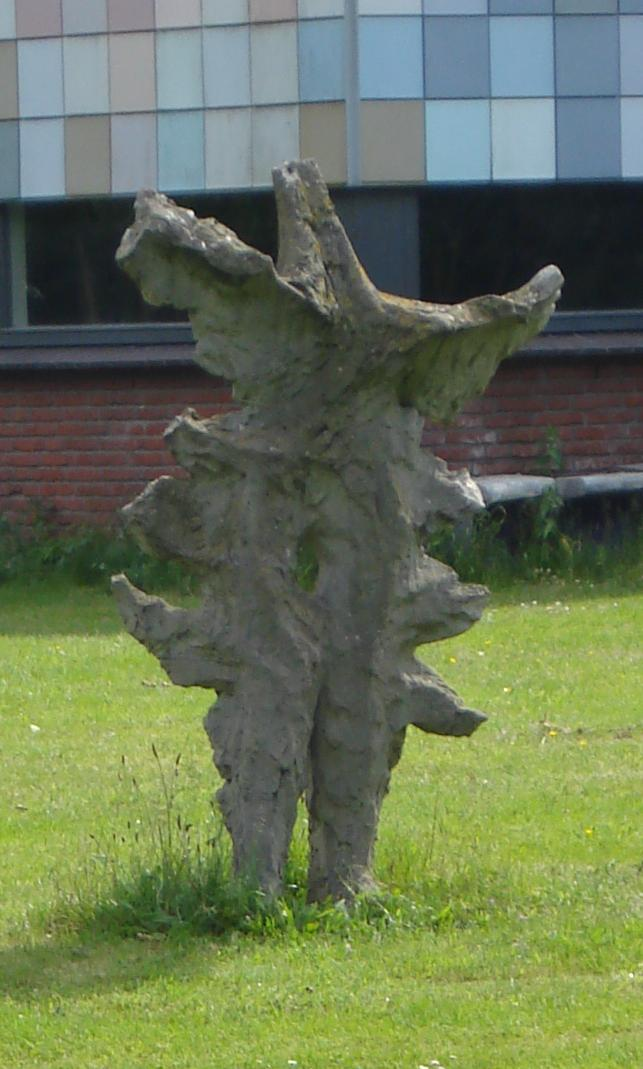
Schepping